# Média (kommunikáció)
A kommunikációban a média vagy médium az információ rögzítésére és közvetítésére használt eszközöket jelenti. A média szót gyakran használják a tömegtájékoztatási eszközök szinonimájaként (újság, televízió, rádió stb.).

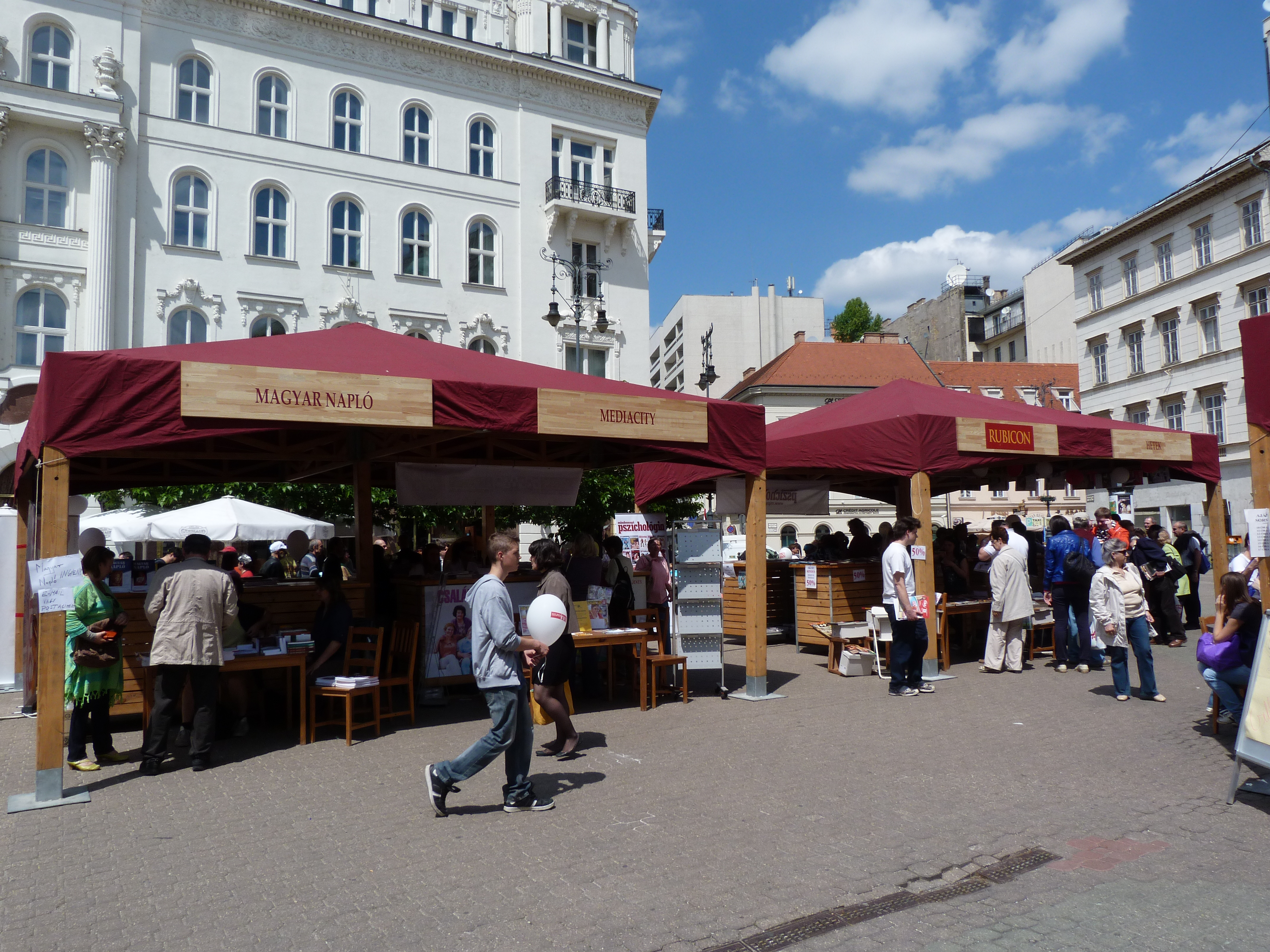
A Magyar Napló a Press Fest 2012 kiállításon

## Modern médiafejlődés gyökerei, sajtótörténet
A sajtó jellemzői: időszerűség, időszakosság, nyilvánosság.
Ókor és középkor: Az első rendszertelen időközönként megjelenő írásos tájékoztatót Rómában adták ki, amely a senatusi, főpapi határozatokat ismertette. A város fórumán függesztették ki a kézzel írt lapot, az Acta Diurnát.
A könyvnyomtatás előtt megjelent az információtovábbítás sajátos módja, a középkori újságlevél, amelyet kézzel írtak, a gazdag polgároknak vagy arisztokratáknak, de a tömegekhez is eljuthatott. Az újságlevelek nyilvános felolvasása szigorúan vállalkozási tevékenység volt. A városi kikiáltót egy gazeta lefizetése ellenében lehetett meghallgatni. (A gazeta később az újságok egyik kedvelt névtípusa lett.)
A következő lépés az újságíró irodák létrejötte. Elsőként Németországból ismeretesek ilyen hivatalok, amikor elegendő igény gyűlt össze a rendszeres újságlevelekre. Megszületett a hivatásos újságíró, aki már az információk gyűjtéséből és lejegyzéséből tartja fenn magát és családját.

## Etimológiája
Az angol nyelvben a media mint a "medium" többes száma szerepel. A mai nyelvhasználatban gyakran áll "közvetítő" jelentésben, amit a tömegkommunikációban használt "média" jelölés is erősít. Eredetileg a latin "medius" -on keresztül a görög μέσος (mésos) szóból származik, és a szótári első jelentések alapján egy olyan entitást jelöl, amelyik középen vagy más dolgok között helyezkedik el, tehát egy közbülső test vagy mennyiség.

## Az elektronikus és a nyomtatott sajtó viszonya
Az elektronikus média közvetítésére szolgál például a mobiltelefon is, mert a mai modern világban már a mobiltelefonokon is meg lehet nyitni az internetet, vagy rádiót is lehet hallgatni. Elektronikus médiának számít már a televízió is, mert a filmektől kezdve a sorozatokon át zenét is lehet hallgatni ugyanúgy, mint az interneten.
Az internet megjelenése óta a nyomtatott sajtó példányszáma, olvasottsága folyamatosan esik, mert több szempontból is hátrányban van az elektronikus sajtóhoz képest. Egyik nagy hátrányuk az idő. A nyomtatott sajtó hírei képtelenek versenyezni a portálokkal, mivel reggeli híreik tegnapi információkat tartalmaznak, amik az interneten elolvashatóak. Ezen hátrány kiküszöbölésére a papír alapú újságok próbálnak az elemzések, vélemények felé elmenni. Ennek ellenére az elektronikus sajtót manapság már többen olvassák.
Eleinte még az írott sajtó határozta meg, hogy milyen legyen az elektronikus, abból átvett sémákat használták. Manapság azonban már az elektronikus sajtó van nagyobb hatással az írott sajtóra. A portálokon újabb és újabb multimédiás funkciók jelennek meg, és így már a televízióval kezdenek el konkurálni. Nézettségben már most megelőzik a televíziós csatornákat (a főbb országos televíziók kivételével).[forrás?]

## A média világának szereplői
- Kommunikátor

A kommunikátor a valósággal foglalkozik, bárki lehet, aki professzionális módon az információ továbbítását vállalja a közlői oldalon, és nem feltétlenül kell, hogy tagja legyen a média szervezetének. Például szóvivő, pr. szakember.
- Médiaszemélyzet – kapuőr

Aki a közönség meghatározott érdekeit akarja kielégíteni azzal, hogy az információt eljuttatja a vevői oldalra (a közönséghez). A média személyzete (kommunikátorok) nem önkényesen dönti el, hogy milyen információ jut el a közönséghez, mi kerül bele a híradásokba. A média gyűjti, értékeli és szelektálja az információkat, hogy feldolgozás után eljuttassa azokat a közönséghez.
- Közönség

Azon polgárok csoportja, akik nyitottak a világ közeli és távoli közösségi problémái iránt és érdeklődők. A közönség érdek orientáltan hallgatja a híreket, várja az információkat.
A média kommunikáció egyik megvalósulási területe a reklámpiac, melynek szereplői a következők:
- Fogyasztó
- Hirdető
- Reklámügynökség
- Reklámszolgáltató
- Média tulajdonos
- Intézményi szereplők (pl. szabályozás, egyesületek)[7]

## A fiatalok és a média
A média mindennapjaink nélkülözhetetlen eleme, és elengedhetetlen az emberek világgal való kapcsolatához. Így van ez a fiatal generációval is. A tizenévesek és a gyerekek között nincs olyan, aki ne hallgatna rádiót, olvasna újságot, ne nézne tévét vagy ne használná az internetet. Ezt az is mutatja (a GfK és az Ipsos adatai szerint), hogy a fiatalok körében az internethasználat a 2000-es 4 százalékról 2010-re 65 százalékra nőtt, de bővült 6 százalékponttal a TV nézés is. Ma már közel öt órát töltenek számítógépezéssel és a televízió nézésével a fiatalok.

### A televízió és a gyerekek
A gyerekek 4 és 13 éves koruk között, 2004-es adatok alapján, átlagosan napi 4 órát töltöttek televíziónézéssel.[forrás?] Ez azt is jelenti, hogy nagyon sok gyermek kicsi korától kezdve könnyen olyan műsorokat láthat, amelyek nem az értelmi-érzelmi fejlettségi szintjének megfelelők. Manapság a televíziót sok családban modern babysitterként használják, és a szülők nem vesznek részt közös televíziózásban, ahol el tudnák magyarázni a gyereknek a látottakat. A UPC is elvégzett egy egész Európára kiterjedő vizsgálatot, amelyben kimutatta, hogy egyre több gyereknek van saját televíziója a szobájában. A televízióban sugárzott műsorok mind tartalmuk, mind szerkesztésük tekintetében hosszú távú hatást gyakorolnak a gyerekek lelki és értelmi fejlődésére, fantáziavilágára, valamint társas, illetve szociális viselkedésére. A televízió általános és rendkívül eleven információk forrása lehet. A gyerekek sokat tanulhatnak a televízióból, de sajnálatos módon, a képernyőn látható erőszak, több kutatás szerint agresszivitáshoz is vezethet. Gerbner és munkatársai egy jelentős kutatást végeztek ebben a témakörben.Tévéműsorokat elemeztek a megjelenő erőszak típusa, mennyisége szerint, valamint a műsorok sugárzási idejét is figyelembe vették. Azt találták, hogy az agresszió és az erőszak hangsúlyos helyen jelenik meg a filmekben. Gyakran jutalmazott formában jelenik meg, és a pozitív szereplők is használnak erőszakos eszközöket, ezzel helyesnek tüntetve fel az ilyen cselekedeteket. Bandura klasszikus kísérlete és a szociális tanuláselmélet is ide kapcsolható. A kísérlettel azt bizonyították, hogy ha van egy agresszív modell, annak a viselkedését a gyerekek megjegyzik és leutánozzák. Ami talán még fontosabb, hogyha a gyermek azt látja, hogy az agresszióval sikereket lehet elérni, és azt jutalmazzák, akkor még magasabb arányban utánozzák az agresszív viselkedést. Ezért komoly következményei lehetnek annak is, ha a gyermek a televízióban lát jutalmazott agresszív modelleket, pláne ha azt látja, hogy a pozitív főhős is alkalmazza ezeket az eszközöket. A kísérletnek volt más változata is, melyben a gyermek a televízióban látta az agresszív modellt, és ezt is ugyanúgy leutánozta, sőt, még az sem számított, hogy élő szereplős-e a film, vagy rajzfilm figurák vannak-e benne.

### A reklámok és a gyerekek
A reklámok célja, hogy az embereket termékek vagy szolgáltatások vásárlásra ösztönözze, befolyásolja vásárlási szokásainkat, akár indirekt módon is. A reklámok a fiatalok körében igen hatásosak, hiszen a legbefolyásolhatóbb életkorukban vannak. A gyerekek négy-ötéves korukban nem tudják megkülönböztetni a reklámokat a különböző műsoroktól, csak ötéves kor felett érzik a különbséget közöttük. Ennek ellenére ebben a korban is csak azt érzékelik, hogy a reklámok rövidebbek a műsoroknál. Mivel a gyerekek egy részét meggyőzik a reklámok, rajtuk keresztül szüleik is befolyásoltakká válnak.
A reklámok másik hatása a gyermekek szocializációján figyelhető meg, mivel olyan képet mutat be a világról, amelynek hatására téves, nem valódi értékítélet alakul ki a fiatalokban. Ilyen például a férfi-női szerepek felcserélése, a divat, az emberi testkép megítélése, negatív testkép kialakulása. Ezek a hatások egyszerűen kivédhetőek, ha a szülők tudatosan odafigyelnek a gyermekük és a média kapcsolatára.

### A reklámok hatása a gyerekekre
Az Amerikai Pszichológiai Társaság egy külön bizottságot hozott létre, hogy megvizsgálja, milyen hatással vannak a tömegkommunikáció által sugárzott reklámok és hirdetések a gyermekekre. “A kutatás egyik vizsgálati területe a gyerekek gondolkodásának fejlődése és a reklámhatás összefüggése volt.” [17]
Ez a vizsgálat is egyértelműen kimutatta, hogy a gyermekek 4-5 éves korig nem tudják megkülönböztetni a reklámokat és a valóságot. 5 éves kor felett már már megkülönböztetik, de értelmi fejlettségük miatt még nem látják benne az esetleges manipulációt. Emlékeznek arra, hogy hosszabb-e rövidebb-e a reklám, vicces-e, de a valódi tartalmát még nem látják. Épp ezért védtelenebbek a gyerekek a reklámokkal szemben. Ez abból a szempontból is veszélyes, hogy a cégek azt is nagyon jól tudják, hogy így a gyerekeken keresztül a szülőket is könnyebben lehet befolyásolni.
Hofmeister Tóth Ágnes és Malota Erzsébet egy kutatást végzett azzal kapcsolatban, hogy milyen szerepet játszanak a gyermekek a család döntési folyamatában. Ez alapján kiderült a termék értékétől függ a beleszólás aránya. Minél nagyobb az áru értéke, annál kisebb a beleszólási joguk. Leginkább az édesség, üdítőital, ételválasztásban van helye a gyerekek véleményének.
„A gyerekek családi döntésekben való részvétele a családfő foglalkozása és végzettsége szerint szignifikáns eltérést mutat, ugyanis a magasabb iskolai végzettségű és általában szellemi foglalkozású szülők jobban bevonják a gyerekeket a közös döntésekbe.” [18]
A reklámtudatosság kialakítása
"A nyugati világban jelentős törekvés, hogy a gyerekek minél hamarabb tudatos médiafogyasztóvá váljanak. Ha megóvni nem lehet őket a reklámoktól, előre kell menekülni" – állítja Kósa Éva, aki a Médiatudor program szakmai bizottságának vezetője.
Magyarországon és Európában a Médiatudor az első olyan oktatási program, amelynek az egyik fő célja, hogy kialakítsa a reklámokkal kapcsolatos tudatosságot, nemcsak a gyerekekben, hanem a szülőkben is. Fő célja, hogy a gyerekek értelmezzék és megértsék a reklámok üzeneteit és tudatos fogyasztóvá neveli őket. Továbbá ez segíti őket abban, hogy a jövőben tudatos és kritikus fogyasztóvá váljanak. A program ezt a célt különböző oktatási eszközökkel, illetve a szülők bevonásával és sok gyakorlattal próbálja elérni. A gyakorlati témák közt megjelenik a választás fontossága, a valós szituációk elemzése, a valódi szükségletekre való rávilágítás. Emellett még sok kreatív játékkal és vitahelyzettel kívánja a program megvalósítani a célját.
A reklámok és az iskola
Bár a Reklámetikai Kódex és a Reklámtörvény egyértelműen védi a gyerekeket, a reklámok sokszor mégis kikerülik a tiltást. Konkrét vásárlásra nem buzdítják a gyerekeket, de burkoltan mégis céloznak rá. Ahogy a Reklámetikai Kódexben is megtalálható, az intézményben való reklámozás jogszabály szerint nem tiltott, az elhelyezett reklámokért az intézményvezető vállal felelősséget. Kevés az olyan iskola ahol a gyakorlatban szabályozták volna a reklámozás módjait, kereteit.
“A legtöbb iskolavezetés dilemmája tulajdonképpen a gazdasági reklámtevékenység beengedhetőségére vagy kitiltására szorítkozik. És a reklámcégek erőszakosságát, agyfúrtságát ismerve ez sem könnyű feladat.” [19]
Az iskolában való reklámozás azért is veszélyes, mert a gyermekek számára ellenőrizhetetlen és kikerülhetetlen, hiszen iskolába járni kell. Ezt használják ki a reklámozók, hiszen a lehető legkönnyebben és legolcsóbban érhetik így el a számukra legfontosabb célcsoportot. A kijelölt pedagógusok ingyen végzik el nekik a munkát, ráadásul az akciók segítségével a szülőkhöz, a felnőtt korosztályhoz is eljuthatnak. Az iskolák sokszor szakmailag nem tudják megítélni a reklámok valós szándékát, nagyon sok a burkolt reklám (pl.: “Gyűjts kupakokat egy jótékony célra!”, “Nyerj az iskoládnak pénzt!”, sportversenyek szponzorai, iskolai újságok stb.).
A pedagógusnak nagy felelőssége van e téren is. Fontos, hogy a gyerekekkel átbeszélve, közösen értelmezzék a reklámokat. Bár hosszútávon nem tudjuk őket megóvni a reklámok hatásától, viszont arra, hogy ők hogyan kezelik majd ezeket, arra hatással lehetünk.
A cél, hogy a gyerekek tudatos, nyitott és kritikus reklámfogyasztók legyenek.
A korábban már említett Médiatudor program mellett, az óra keretein belül is szánhatunk időt a reklámtudatosság kialakítására. Beszélgetésekkel, viták generálásával, előadásokkal, külső személyek beavatásával is hathatunk rájuk. Emellett fontos, hogy megfelelő példát és mintát mutassunk nekik.

### A média mint szocializáló tényező
A szocializáció legfontosabb intézménye a család. A szocializáció egész életünkön át tartó folyamat, melynek során a személy viselkedése, értékei, attitűdjei, készségei és motivációi egyre közelebb kerülnek ahhoz, amelyet az adott kultúrában helyesnek és kívánatosnak tartanak jelenlegi és jövőbeli szerepei figyelembevételével. A gyermekek elsősorban szüleiktől, továbbá testvéreiktől és más rokonaiktól sajátítják el a normákat, értékeket. A modern társadalmakban a szocializáció más színterei egyre nagyobb szerepet kapnak: ilyen például az iskola, a kortársak csoportja, valamint a tömegkommunikációs eszközök. Mára már ezen eszközök olyan nagymértékben vannak jelen, hogy más, az előbb említett tradicionális szociális intézmények – templom, iskola, kormány, család – szerepét is átvehetik.
A tömegkommunikációs eszközök újfajta szocializációs formát nyújtanak, hiszen gyakran nem adnak lehetőséget az interakcióra. Kielégítik a gyermekek egyes szociális szükségleteit, de – pl. a televízió – nem járulnak hozzá az olyan szociális készségek elsajátításához, melyek a mindennapi kommunikációt segíthetik.
A gyerekek, fiatalok életében olyan mértékben van jelen a média, hogy szerepet játszik szocializációjukban.[forrás?] A média hatását jelentősen meghatározza, hogy a gyermekek mit, miért és mennyit használnak a médiából, illetve hogy miként értelmezik a média üzeneteit.
A gyermekek a saját értelmi szintjüknek, ismereteiknek megfelelően tudják csak értelmezni az őket ért hatásokat, a média üzeneteit. Amikor egy gyermek és egy felnőtt ugyanazt a televíziós műsort vagy reklámot nézi, más-más üzenet jut el hozzájuk. De nem csak gyermek és felnőtt között van különbség, egyénenként is eltérő hatása van a médiatartalmaknak. Ez az eltérés az értelmi szinttől, korábbi tapasztalatoktól, ismeretektől függ.
Minden tömegkommunikációs eszköznek vannak pozitív, illetve negatív hatásai is. A média kedvező hatásai például az információáramlás, szórakozás, tanulás stb. Negatív hatása lehet a gyermekek számára a félelmet kiváltó, illetve az agresszív, szexuális tartalmaknak is. Ezek akár ellenséges viselkedéshez és egyéb kockázatos viselkedésekhez (pl. drog- és alkoholhasználat) vezethetnek.
A média modelljei egyaránt lehetnek pozitív vagy negatív hatással. Egy kutatási eredmény szerint a médiamodellek népszerűsége és elfogadottsága egyre nő.

## Képzést indító felsőoktatási intézmények
- Moholy-Nagy Művészeti Egyetem – Média Intézet
- Budapesti Kommunikációs és Üzleti Főiskola – Kommunikációs és Művészeti Kar
- Eszterházy Károly Főiskola – Tanárképzési és Tudástechnológiai Kar
- Kaposvári Egyetem – Művészeti Kar
- Kodolányi János Főiskola – KJF kommunikáció és médiatudomány szak
- Debreceni Egyetem – Kommunikáció és médiatudomány szak
- Dunaújvárosi Egyetem - Kommunikáció és médiatudomány szak